# Kalcijev hidrogensulfit
Kalcijev bisulfit ali kalcijev hidrogensulfit je anorganska spojina, ki je sol kalcijevega kationa in bisulfitnega aniona. Pripravimo ga lahko z obdelavo apna s presežkom žveplovega dioksida in vode. Spojina je s kodo E227 uporabljena tudi kot konzervans. Kalcijev bisulfit je kisla sol in se v vodni raztopini obnaša kot kislina. Uporablja se v sulfitnem postopku za proizvodnjo papirja iz lesnih sekancev.

## Sinteza
Kalcijev bisulfit lahko pripravimo z obdelavo apna (Ca(OH)2) s presežkom žveplovega dioksida in vode. Med sintezo bo snov v obliki vodne raztopine imela rumenozelene barve.
CaCO3 + 2H2SO3  →  Ca(HSO3)2 + H2O + CO2

## Kemične reakcije
Pri prebavi kalcijevega bisulfita kot prehranskega dodatka lahko pride do različnih reakcij v presnovnih poteh. Pri eni od pogostih izidov pride do reakcije, pri kateri nastane 6–8 % žveplovega dioksida. Ta lahko v pljučih preide v sulfit, v jetrih pa se lahko pretvori v sulfat s pomočjo sulfit oksidaze. Sulfit je lahko škodljiv za ljudi z astmo. Sulfit lahko povzroči tudi utikarijo in angioedem pri sicer zdravih posameznikih.
Oksidacija kalcijevega bisulfita, pri čemer nastane sulfat, je tudi eden izmed korakov razžvepljanja. Ko ta reakcija poteka v vodni raztopini, nastane mavec, hitrost reakcije pa povečuje magnezijev (II) sulfat.
Drugi katalizatorji za oksidacijo kalcijevega bisulfita so mangan, železo, kobalt, nikelj, svinec in cink.

## Uporaba
Kalcijev bisulfit je ena od kemikalij za povečanje učinkovitosti pridobivanja sladkorja pri predelavi lesnih presežkov v biogorivo in letalsko gorivo. Uporaba blagega bisulfita poveča donos in tudi prihrani stroške pri prevozu lesa v obrate za proizvodnjo etanola.
Kalcijev bisulfit se pogosto uporablja tudi kot živilski konzervans, npr. za soljenje češenj, vendar raziskave kažejo, da lahko nekateri mikroorganizmi zaradi sinteze encima poligalakturonaza, ki deluje tudi v prisotnosti kalcijevega hidrogensulfata, povzročijo gnitje češenj. Tri vrste glivic, ki še posebej povzročajo gnitje soljenih češenj, so Aspergillus niger, Cytospora leucostoma in Penicillium expansum.
Raztopina kalcijevega bisulfita se uporablja pri pretvorbi dihidrokercetina v pulpi drevesnega lubja, nato pa se dihidrokercetin pretvori v uporaben kvercetin. Kalcijev bisulfit ni optimalna bisulfitna spojina za to reakcijo, saj lahko odstranitev kalcijevih ionov iz raztopine zavira reakcijo. Kalcijevi bisulfiti imajo pri tej reakciji, tako kot drugi bisulfiti, kot je dušikov bisulfit, pri tej reakciji katalitično sposobnost, saj se ne porabijo in jih je mogoče ponovno uporabiti.